# 斯科特诉桑福德案
斯科特诉桑福德案（60 U.S. 393 (1857)），全称德雷德·斯科特诉桑福德案（Dred Scott v. Sandford），简称斯科特案（Dred Scott case），是美国最高法院於1857年作出的判決，其牽扯奴隶制。该案判决結果严重损害了美国最高法院的威望:113，更成为南北战争的关键起因之一。
黑人奴隶德雷德·斯科特随主人到过自由州伊利诺伊和自由准州（Territory）威斯康星，并居住了两年，随后回到蓄奴州密苏里。主人死后，斯科特提起诉讼要求获得自由，案件在密苏里州最高法院和联邦法院被驳回后，斯科特上诉到美国最高法院。美国最高法院审理期间由于《堪萨斯-内布拉斯加法案》和“流血的堪萨斯”的影响，此案被广泛关注，当选总统詹姆斯·布坎南和后来的总统亚伯拉罕·林肯都在公众场合表示将等待并服从最高法院的判决:118,120。经过两次法庭辩论，最终9位大法官以7：2的票数维持原判，首席大法官罗杰·坦尼撰写了判决意见，长达55页，主要论述以下3点：
1. 即便自由的黑人也不是《美国宪法》中所指的公民，所以斯科特无权在联邦法院提起诉讼[1]:123。
2. 斯科特不能因为到过所谓自由准州威斯康星就获得自由，因为在威斯康星准州排除奴隶制的是《密苏里妥协案》，而制定《密苏里妥协案》超出了国会的宪法权力[1]:123。
3. 斯科特不能因为到过自由州伊利诺伊就获得自由，因为他一旦回到密苏里州，他的身份就只受密苏里法律支配[1]:123。

虽然案件的名称是“Dred Scott v. Sandford”，但被告人实际为“Sanford”。这仅是一个文员的拼写错误，但法院没有纠正:2。
南北战争后《美国宪法》增加了《第十三修正案》、《第十四修正案》和《第十五修正案》，从而废除了美国的奴隶制，并规定非裔美国人具有平等公民权。

## 相关历史

### 政法历史
北美洲的奴隶制从17世纪中期殖民时代就存在，18世纪初盛行于南部，远早于1776年美国的《独立宣言》和1787年的制宪会议。1789年，《美国宪法》投票通过时美国共有13个州，分为北方7个自由州，和南方6个蓄奴州。《美国宪法》中虽然没有明文出现“奴隶”或“奴隶制”的字眼，但有十多项条款影射奴隶制，主要的有三条，分别是“五分之三条款”、“奴隶贸易条款”和“逃奴条款”:123。由于宪法对奴隶制的态度含糊不清，所以基本形成各州内部的奴隶制问题，由各州法确定，联邦不过问的惯例。南北双方关于奴隶制出现的争议主要存在于准州，而国会便成为角力的场所。邦联国会曾于1787年通过《西北土地协定》禁止俄亥俄河西北地区实行奴隶制，第一届国会一成立就立法确认了《西北土地协定》“继续完全有效”。1790年，国会又通过法案，宣布在北卡罗来纳州割让成为后来的田纳西州的土地上，不再制定那种“倾向于解放奴隶”的条例。后来国会又多次制定了调整准州地区奴隶制的法案:114。1820年国会通过《密苏里妥协案》，人们希望借助此项妥协最终解决准州地域的奴隶制问题。《密苏里妥协案》规定缅因州和密苏里州分别以自由州和蓄奴州的身份加入联邦，以维持参议院席位和总统选票的平衡，并在路易斯安那购买地上的北纬36°30′线以北地区禁止奴隶制:114-115。可是从后来发生的事来看，《密苏里妥协案》并未解决问题，只是形成了暂时妥协:115。当时在世界其他地方，人们在道德和良心上日益憎恨奴隶制，于是奴隶制被先后废除。1833年英属殖民地废除奴隶制；1848年法属殖民地废除奴隶制；19世纪前半期，拉丁美洲各共和国相继废除奴隶制；哈布斯堡属地在1848年，俄国在1861年分别废除了农奴制:455-456。与此同时，美国尽管有废奴主义的发展，但南方蓄奴州并没有废除奴隶制的动向。

### 斯科特家的经历

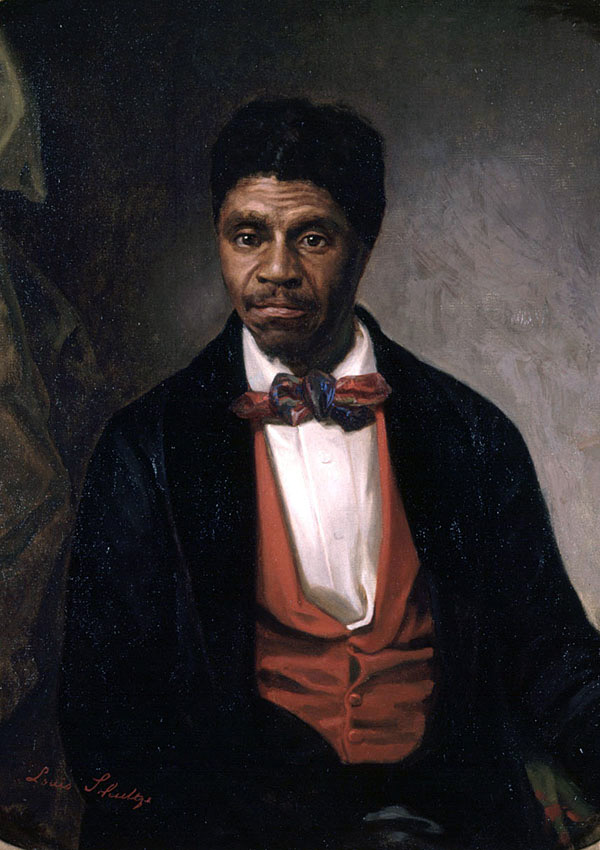
德雷德·斯科特

斯科特出生于1799年:30的弗吉尼亚州，出生时的身份是黑人奴隶。1830年，他被原主人布洛带到密苏里州。1833年，在圣路易斯市，斯科特被卖给他的新主人——美国随军医生约翰·埃默森:94。
从1834年到1836年4月或5月的两年间，埃默森医生带着斯科特到达并居住于伊利诺伊州的岩石岛军事驻地，随后的1836年到1838年两年间又到达并居住于威斯康星准州的斯内林堡（今明尼苏达）。斯内林堡位于路易斯安那购买地，北纬36°30′线以北。根据1787年的《西北土地法令》和1820年的《密苏里妥协案》，两地分别禁止奴隶制:126。埃默森医生在斯内林堡直至1838年始终保留斯科特的奴隶身份。而按照当时的法律案例，一个奴隶一旦到过自由州，就自动获得，并且此后一直拥有自由人的身份:126。
斯科特妻子哈丽特原是一名美国陆军少校塔里亚费罗的黑奴，1835年少校带着哈丽特到斯林内堡，1836年少校将她作为奴隶卖给埃默森医生，埃默森将她的奴隶身份一直保留至1838年。在埃默森的同意下，斯科特和哈丽特结婚，婚后有两个女儿，伊丽萨和丽兹。伊丽萨出生于1843年，出生地是密苏里州北分界线以北的密西西比河上一条名为“吉朴斯”的汽船上；丽兹则于1850年出生在密苏里州内的名为杰弗逊的军营内。
1838年，埃默森带着斯科特、哈丽特从斯内林堡回到密苏里州，并在此定居。1843年埃默森去世，他的遗孀继承了财产，包括作为奴隶的斯科特一家，随后将斯科特一家作为劳动力出租:55。在1846年2月，斯科特试图向埃默森遗孀购买自由，但被她拒绝了。于是1846年4月6日，斯科特为了自己和家人的自由提起诉讼，理由是斯科特随埃默森医生到过自由州伊利诺伊和《密苏里妥协案》规定的排除奴隶制的准州地区，这样的过程已经使他成为自由人，而他的妻子和孩子也应当是自由人:18。

### 下级法院的审理
斯科特最初在密苏里州巡回法院提起诉讼，第一次审理时由于技术原因被驳回，原因是斯科特无法向法院证明：埃默森的确是他和他的家人的“主人”。1850年，第二次审理时陪审团支持原告斯科特；于是埃默森遗孀上诉到密苏里州最高法院:55。虽然密苏里州先前的其他案例表明斯科特应该胜诉，但是于1852年3月，密苏里州最高法院3位法官仍以2：1的票数，推翻了下级法院的判决，判定斯科特仍然是奴隶:55。受到当时政治气候的影响，法官威廉·斯科特在判决中这样写到，“一个州法院竟然根据州外的法律，来没收自己州内公民的财产，真是一件令人感到羞愧的事情。”:55坎贝尔法官在他的反对意见中认为：斯科特和家人的身份应依照密苏里州以前的案例来判决，但他关于《密苏里妥协案》不适用于此案的观点和另外两位法官的意见是一致的:55。埃默森遗孀这时已经再嫁，斯科特成为她纽约州的哥哥约翰·桑福德名下的财产。按照美国的法律，一个州的公民起诉另一个州的公民，将由联邦法院受理。于是斯科特再将案子移到联邦法院，所以该案称斯科特诉桑福德案:120。1853年，密苏里联邦巡回上诉法庭受理了本案。斯科特作为密苏里公民提起了伤害赔偿诉讼，声称纽约州公民桑福德对他进行攻击。被告提出诉讼无效请求，声称原告不是密苏里公民，“因为他是一个非洲黑人的后代；他的祖先们……被带到这个国家并被卖作黑奴。”法院没有支持此一请求，接着被告又争辩说斯科特仅是他的奴隶，因此不存在发生所谓攻击的可能。经陪审团审议，法院作出了不利于斯科特的裁决，认定斯科特一家依然是桑福德的财产:112-113。于是斯科特将案子上诉到美国最高法院。

## 准州奴隶制之争愈演愈烈
1848年，美墨战争结束，美国获得大片土地，包括加利福尼亚州、犹他州、内华达州的全部，以及科罗拉多州、新墨西哥州、亚利桑那州、怀俄明州的部分，于是准州区域的奴隶制扩展问题纷争再起，政治冲突愈演愈烈，在紧接着的十年中成为首要的政治问题:115。按亞歷西斯·托克維爾于1835年在《论美国的民主》中所写：“蓄奴制问题，在北方，对奴隶主来说，只是一个商业还是工业的问题；而在南方，对他们来说则是生死存亡的问题:455。”

### 对宪法的争论
南北双方各自发展了关于宪法的不同学说，反对奴隶制的观点认为：国会有权在美国所属的领土上制定法律，当然包括准州的奴隶制问题；并且认为国会负有在其管辖区内禁止奴隶制的道德义务，提出“自由必须是全国性的，而奴隶制只能是区域性的”。这个观点不久后被自由土地党和共和党所采用。南方人则提出了相反观点，认为国会不具有在准州地区排除奴隶制的宪法权力，代表人物是南方主要政治人物，前副总统当时的战争部长约翰·卡尔霍恩。南方此时的观点体现了其立场的重大转变，在《密苏里妥协案》通过时，大家还一致认为国会有权禁止在准州地区实行奴隶制:116。卡尔霍恩的激进观点甚至认为这些准州地区是“本联邦共有的财产，称为‘合众国的准州地区’，这些准州地区是各州的联合财产；由于各州公共的使用而被共同占有；联邦政府作为各主权州的代理人，仅为各州的共同利益而占有准州地区；因此，联邦政府并不能阻止任何一州的公民把法律上已获得其家乡州认可的财产带入准州地区。”南方为了防止自己被广阔的新自由地区淹没，从而失去在国会席位的平衡，进而失去自卫的能力，所以坚决捍卫卡尔霍恩的理论；正如卡尔霍恩1847年在演讲中所说“相比较陷入公认的劣势，献出生命又算得了什么呢:117！”在南北双方僵持的情况下，最终产生了《1850年妥协》，其司法审查条款实质上是将准州地区奴隶制问题交由最高法院解决:119。

### 最高法院的案例
对于奴隶制问题，最高法院本来的原则是尽量自我克制。1842年“普里格诉宾夕法尼亚州案”（Prigg v. Pennsylvania），斯托里大法官间接触碰了奴隶制问题，当时他代表最高法院撰写的判词推翻了宾夕法尼亚的一项州法。他说，这项法律与联邦的逃奴法相冲突；接着，他没有什么理由就裁定触及逃奴的任何州法都是无效的；只是简单地说联邦政府对于这一问题拥有排他性的权力:71。因为联邦执法需要州的配合，这样实际上是在维护联邦权力的幌子下，阻止了对逃奴的拘捕:125。在1850年的“斯特雷德诉格雷厄姆案”（Strader v. Graham）中，大法官回避了棘手的难题，也是只简单裁定，一个奴隶进入自由州后是否自动获得自由的问题应由他当时所居住的州（肯塔基州）法院判决，既然肯塔基州认为他是奴隶，那么他就是奴隶；争议中的黑人身份仅归结到他们目前所居住的州（肯塔基州）的法律，而不去涉及以前在自由地区寄居时的身份:125。

### 《堪萨斯－内布拉斯加法案》
十九世纪50年代，准州奴隶制之争进一步加剧。1854年，堪萨斯和内布拉斯加申请加入联邦，按照《密苏里妥协案》这两个州应该成为自由州，但国会通过了《堪萨斯-内布拉斯加法案》，规定通过当地居民投票，来决定成为自由州还是蓄奴州:124。支持和反对奴隶制的团体分别从相邻的蓄奴州密苏里州和自由州伊利诺伊州移民新领地。甚至在1855年－1857年间，在“新英格兰外移民公司”的帮助下，从马萨诸塞州移民了2000多人到堪萨斯。结果双方在堪萨斯发生经年的火拼，有超过200人丧生，史称“流血的堪萨斯”:230。斯科特案原先在下级法院审理时，并没有什么政治影响。现在由于新的《堪萨斯－内布拉斯加法案》与旧的《密苏里妥协案》相冲突，更发生了“流血的堪萨斯”的暴力冲突，让它在高等法院的审理变得万众瞩目:127。因为该案的问题在于“主人把他的奴隶带到自由州和自由准州，是否标志着奴隶的绝对解放？”这个争论不休的问题；同时它又影响到伊利诺伊州宪法和《密苏里妥协案》的禁奴条款的效力问题；而该问题必将牵涉调整准州奴隶制范围的国会宪法权力之争:121。

## 美国最高法院的审理

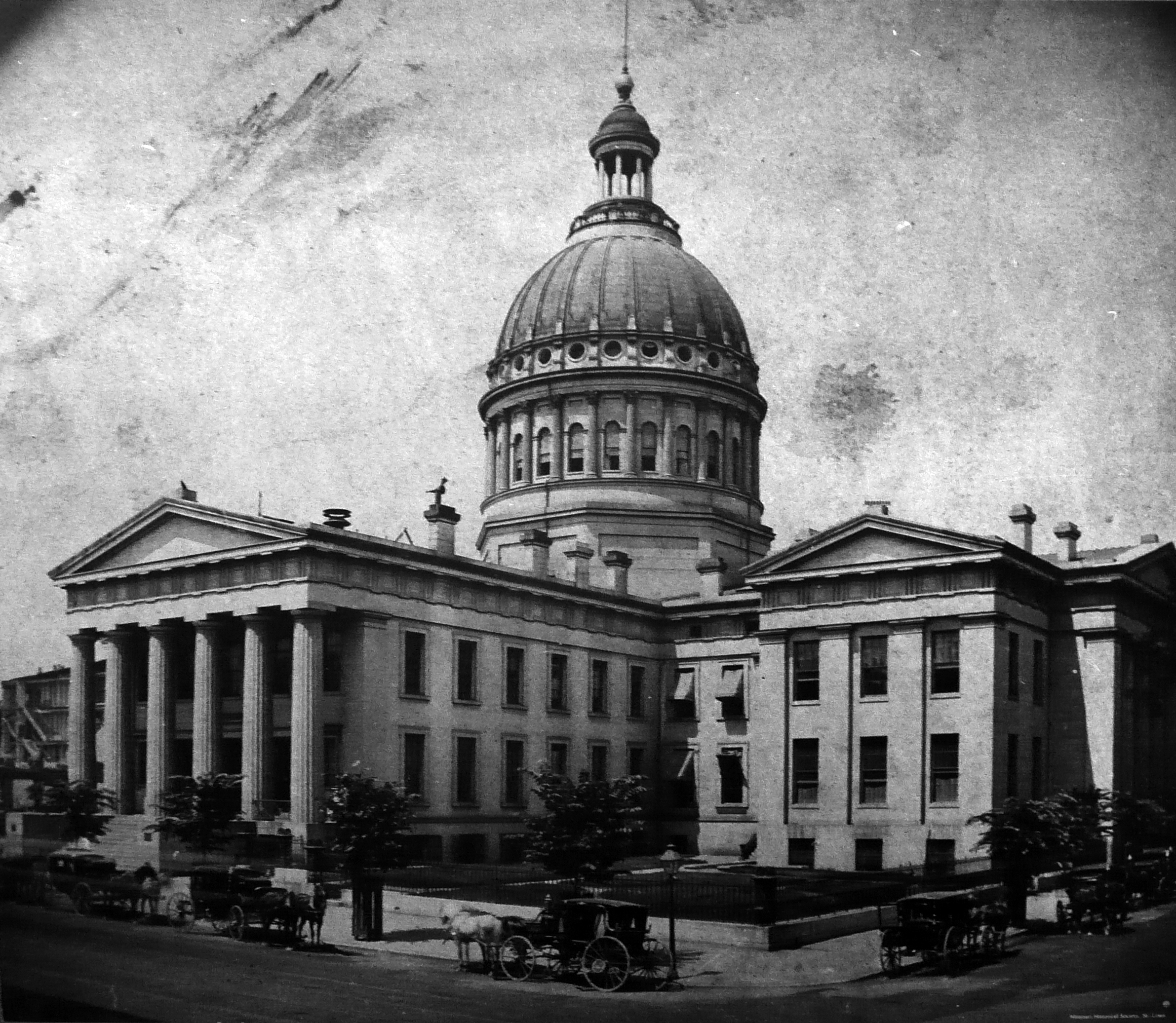
受理斯科特案的美国高等法院

### 法庭辩论
1854年12月，斯科特上诉到美国最高法院，要求自由人身份。1855年12月，美国最高法院受理此案；1856年2月，法庭第一次辩论。斯科特的律师是蒙哥马利·布莱尔，而桑福德的律师是来自密苏里州的联邦参议员亨利·盖耶和马里兰州政治人物雷弗迪·约翰逊。桑福德的律师主要论点是斯科特不具有自由身份，《密苏里妥协案》是违宪的:56。5月，法庭决定延期结案一年，计划重新就以下两个问题进行法庭辩论：
1. 关于此案，美国联邦法庭是否具有听取和判决双方当事人的审判权？
2. 如果具有审判权，它的判决是否正确？

一年后，1856年12月，第二次法庭辩论，当时正值《堪萨斯-内布拉斯加法案》引发白热化争论甚至发生「血濺堪薩斯」暴力冲突，全国都在关注国会是否有权管理准州地区的奴隶制问题。乔治·柯蒂斯，美国最高法院大法官本杰明·柯蒂斯的兄弟也加入了斯科特一方。斯科特的律师布莱尔声称该案的事实表明斯科特具有自由人的身份，并且提出该案或许比其他任何提交到最高法院的案件都重要，整个国家都期待着最高法院的判决:121。而桑福德的律师盖耶则提出两个更加根本的问题，声称国会无权制定剥夺奴隶主财产的法律，所以《密苏里妥协案》违宪，同时认为黑人不是公民，无权在联邦法庭起诉他的主人:56。这样一来，被告律师的无效诉讼辩护夹带着自由黑人的公民权问题。这是更让反对奴隶制的人所不能接受的，如果自由黑人不能获得公民权，那么限制奴隶制的立法权将流于形式:121。

### 布坎南总统的信函
詹姆斯·布坎南在1856年11月大选中获胜，1857年2月3日，他写信给最高法院大法官约翰·卡特仑，询问案件是否会在3月4日之前，也就是他的就职仪式前宣判:115。布坎南希望该判决能够平息国内由于奴隶制问题引起的骚动。他希望法院判决时不会避免直接面对这一问题。后来在卡特伦的要求下，布坎南又向来自北方的大法官格里尔施加压力，要求他加入由来自南方的大法官组成的多数派，以防止根据地区分界线判决的情形:388。最高法院的历史学家的研究表明，在那个年代，关于未决案件的内部消息会较多的在家人和朋友之间流动，不过即便如此，总统施加压力还是会被视为不恰当的。如果以现在的标准来衡量，那么任何此类信件都会被认为是不恰当的:121-124。

### 司法解决的呼声
判决作出的日期晚于布坎南的总统就职，在就职演讲中，布坎南表示将把问题交给司法机关；联邦的所有成员都将默认根据宪法成立，解决宪法问题的最高法院的最终裁判:118。民主党参议员，《堪萨斯－内布拉斯加法案》提出者，后来的总统候选人斯蒂芬·道格拉斯表示：这完全是一个司法问题，我们把它留给最高法院来解决:123；甚至后来对该案的判决激烈批评的共和党人亚伯拉罕·林肯，在1856年也欢迎最高法院的举动。在民主党人认为限制准州地区奴隶制不合宪的时候，林肯称“合众国最高法院是判决这类问题的裁判机构，我们将服从它的判决。”:124。就这样最高法院被万众瞩目，期待就奴隶制问题作出一个最终判决。

### 判决的动向
在最初的讨论会上，最高法院多数大法官愿意回避密苏里妥协案的合宪性和黑人的公民权这两个问题，并遵照“斯特雷德诉格雷厄姆案”的判例，即斯科特的身份由密苏里州法院决定，既然密苏里州最高法院认为他是奴隶，那他就是奴隶。1857年，2月14日，纳尔逊大法官甚至拟好了判词:128。但在第二次讨论会上，韦恩大法官提议判决应该处理纳尔逊忽略的两个关键性问题。韦恩的动议得到了首席大法官坦尼的支持，5名来自南方的大法官投票支持更新判决，并由首席大法官坦尼撰写新判决:123。

## 判决

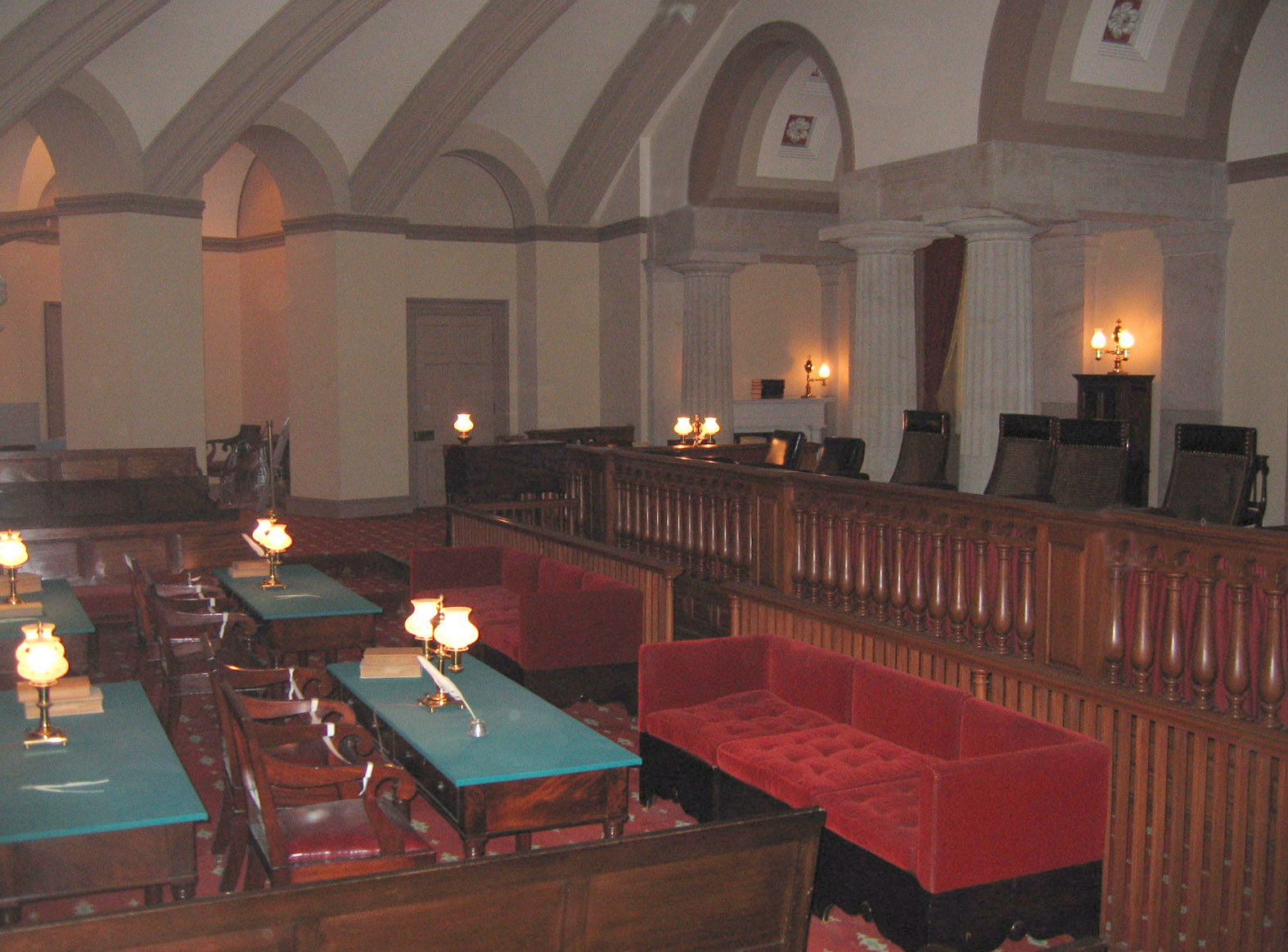
1857年的美国最高法院

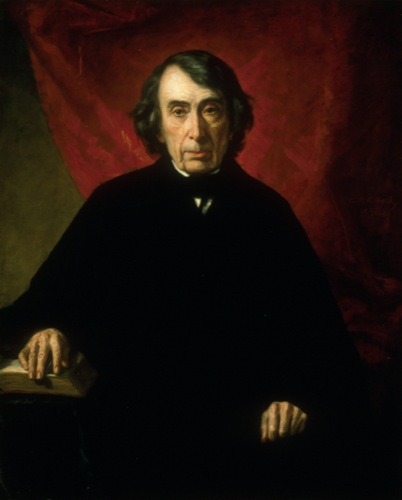
首席大法官坦尼

### 判决意见
判决于1857年3月6日发布。 首席大法官坦尼宣读了他写的判决意见，所有大法官均宣读了自己独立的法律意见。总共9名大法官中，7名附和判决意见，2名反对判决意见。法律意见的宣读花了两天时间:124。坦尼代表的判决意见主要包括三个主要方面：
1. 即便是自由的黑人也不是而且不能成为宪法所说的合众国的公民[1]:125；
2. 斯科特不能因为居住在一个由《密苏里妥协案》排除了奴隶制的地区而成为自由人，因为排除奴隶制的妥协条款本身超出了国会的宪法权力[1]:125；
3. 斯科特不能因为曾经待在伊利诺伊就获得自由，因为一旦他回到密苏里，他的身份就只受密苏里法律支配[1]:125。

只有在第三点上，坦尼的判决意见相对没有争议，7位多数派大法官均同意斯科特的身份应由密苏里州最高法院判定:125。

### 黑人的公民资格
坦尼在判决意见的开头部分提出问题：
“……问题是很简单的：一个其祖先係从国外输入我国、并被作为奴隶出卖的黑人，能否成为合众国宪法组成并使其存在的政治社会的成员，作为成员是否有资格享受宪法保证给公民的一切权利、特权、和豁免？这些权利之一是发生宪法明确说明的各种情况后向合众国法院提起诉讼。……”
坦尼对此的回答是否定的：
“……我们认为他们不是的，他们不包括在宪法的‘公民’一词之内，宪法也无意将他们包括在内，因此不能要求享有宪法赋予合众国公民的任何权利和特权。相反，他们当时被认为是一类从属的、低人一等的人，被掌握统治权的种族制服，无论解放与否，始终服从统治种族的权威，除那些掌握权力和政府的人愿意给他们的那些权利和特权外，没有其他权利或特权。……:139-140”
坦尼接下来又说：
“……一个多世纪以来，他们一直被当做劣种人，完全不适宜同白种人交往，无论是在社会关系中，还是在政治关系中；由于他们是劣种人，因而没有白种人必须予以尊重的权利；黑人可以被公正合法的贬为奴隶，为白人的利益服务。……:141”“……《独立宣言》并没有打算把当奴隶的非洲人包括在内，制定并通过该宣言的人民中没有他们的份，这一点是清楚得没有争论余地的；……:141”
关于1787年《美国宪法》通过时，北方一些州的自由黑人行使过投票权的事实。坦尼提出了州公民权和联邦公民权的双重身份概念，并用冗长的法律和案例进行论证，基本可概括为：自由黑人投票时行使的是州赋予的州公民权，宪法生效后赋予宪法所规定范围内的公民以联邦公民权。根据宪法的原意，黑人并未被赋予联邦公民权，而州并不能赋予州内的黑人以联邦公民权:131。
结论是：
“……对问题作充分认真的考虑以后，本院认为，根据以上事实……德雷德·斯科特不是合众国宪法意义上的密苏里公民，没有资格作为公民在其法院内提起诉讼，因此，巡回法院对本案没有审判权，对要求撤销判决作出的裁决是错误的……:142”

### 国会的权力
坦尼关于《密苏里妥协案》不合宪的意见是遭到批评最多的，5位大法官同意这方面的裁定:125。这也是最高法院历史上第二次使用司法审查权推翻国会通过的法案，第一次是54年前的“马伯里诉麦迪逊案”。坦尼从两方面论述《密苏里妥协案》违宪。
第一：宪法第四条准州条款中的领地条款只限于当时与英国谈判取得的西北领地，不包括与《密苏里妥协案》相关，后来向法国购买的路易斯安那购买地。
“……原告辩护律师对宪法授予国会以‘处理和制定一切有关属于合众国的领土或其他财产的必要法规和管理条例'的权力大做文章；但是，依本院之见，那个条款与目前的争议并无关系，该条款所授予的权力，无论何种权力，只限于当时属于合众国或合众国所要求的领土，该领土在与英国签订的条约所划定的边界之内，对后来从一个外国政府那里获得的领土毫无影响。它是对一块已知的独特领土的特殊条款，为了解决燃眉之急，再没有其他意义。……:142-143”
第二：坦尼很有建设性的第一次在美国最高法院从实体性正当程序角度论证一项法案不符合《第五修正案》正当程序条款:127。
“……因此，财产权是和人身权联系在一起的，被宪法第五修正案置于同样的地位，这条修正案规定未经正当法律程序，不得剥夺任何人的生命、自由和财产。一个国会法令未经正当法律程序剥夺合众国一个公民的自由或财产，仅仅因为公民自身或携带他的财产进入合众国某一准州，而公民本身并没有任何违法行为，这个法令是很难加上正当法律程序这个美称的。……:142-143”
结论是：
“……出于这些考虑，本院认为国会禁止公民在法令提及的线以北合众国准州内拥有这种财产的法令是未被宪法批准的，因而无效；无论德雷德·斯科特本人，还是他的任何家人，都不能因为进入该准州而获得自由，即使他们是被主人怀着使他们成为永久居民的意愿携往彼处的。……:145”

### 柯蒂斯大法官的反对意见

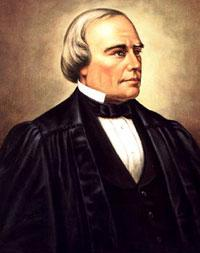
大法官柯蒂斯

坦尼的判决意见在《霍华德编法院判例汇编》中用小体字排版，占了55页，而柯蒂斯的反对意见更占了70页:129-130。柯蒂斯的反对意见主要集中在两点上：
1. 美国的联邦公民身份决定于州，而非联邦政府，因为许多自由的非裔美国人在宪法起草时，就是新罕布什尔州、马萨诸塞州、纽约州、新泽西州和北卡罗莱纳州的公民，而且还投票批准了宪法。联邦成立后，他们的公民身份就继承下来了。
2. 宪法的领地条款授权国会制定“所有必要的规章”，就等于是有权通过“所有必要的法律”。而且，宪法对国会的权利是有明示的，诸如不得通过追溯既往的法律等，限制奴隶制并不在其中。因此《密苏里妥协案》并无违宪之处[6]:135。

另外，柯蒂斯认为坦尼关于准州的奴隶制问题的裁决只是“法官的附带意见”，因为如果斯科特不具有公民权，最高法院就不具有听审此案的审判权，也就不能用原告斯科特的事实材料来对准州地区的奴隶制作出裁决:138。这一点后来成为共和党人的观点:278。

## 结果

### 激化南北分歧
如果没有后来的宪法修正案，斯科特案的判例将决定黑人一直处于次等地位，即使奴隶全部解放也不能改变。而且，斯科特案的判决背离“平等”根本性原则，背离作为美国立国之本的《美国独立宣言》:132-133。关于国会在准州地区排除奴隶制的立法权问题，坦尼认为如果法律因为某人把财产带入某个具体领地而剥夺他的财产，就违反第五修正案正当程序条款；要是把“奴隶”二字换成“酒”、“车”或其他任何物品，都将是十分合理的，所以说斯科特案判决的问题在于最高法院拒绝区分奴隶这一特殊财产与普通财产的区别，这是后来的最高法院指出的。也就是说坦尼法院是以维护奴隶制为出发点，利用可以被利用的法律材料，判决斯科特案:133-134。这样的判决及其包含的政治意义极大地激化原已尖锐对立的南北争执:239。就连那些原本对这场争端漠不关心的北方人，也加入废奴主义者的阵营。著名记者和政治家格瑞莱，在其主办的《纽约论坛报》这份当时最具影响力的报纸上说，对斯科特案的看法“成为一种道德衡量标准，可以拿到任何一家华盛顿酒吧里作为对多数派的检验”。相反，南方对判决结果大加赞赏，奴隶制的拥护者认为：斯科特案的判决表明美国最高法院承认州权的有效性，尤其是各州有权自行决定奴隶制在本州是否合法，而不用考虑国会的意见:27。

### 林肯和道格拉斯的论战
1858年6月，林肯在接受伊利诺伊州共和党参议员提名时，发表自相分爭之家的著名演说，他指出一个生活在自由州的人仍然是奴隶，这是有悖道义的；并说“……家不和则不立，我相信这个政府不能永远保持半奴隶半自由的状态……它要么是完全这一种，要么是完全那一种……”:108。当年8月——10月，林肯与民主党参议员候选人斯蒂芬·道格拉斯多次就准州的奴隶制问题进行辩论，林肯多次抨击斯科特案的判决，批评认为黑人不受独立宣言和宪法保护的观点:28。道格拉斯则从宪法赋予最高法院权力和正当性的角度为斯科特案的判决做辩护:203-204。
1860年的美国总统选举时，林肯作为共和党候选人提出“联邦领土上的‘正常状态’应该是自由的，国会或任何人都不能赋予奴隶制以合法性”的主张；民主党分裂为南北两派，北方民主党人不同意在党纲中写进允许奴隶制进入准州地区的条文，但强调遵守最高法院的判决，并要求联邦政府对公民权利提供完全保障，提名道格拉斯为候选人；南方民主党坚持不管联邦是否禁止奴隶制，美国公民都有同等权利带着他们的财产进入任何联邦领土居住；一些持中间立场的人组成宪法党:241；林肯最终在大选中获胜。

### 非裔美国人平等权的渐进
林肯当选总统后，从弗吉尼亚到德克萨斯这些南方州退出联邦，建立美利坚联盟国。林肯命令军队去保卫国家领土完整，南北战争爆发:457。战后美国通过了第十三、第十四和第十五宪法修正案，废除了奴隶制，给予黑人平等公民权，并赋予黑人以选举权:11-12。但1896年的“普莱西诉弗格森案”，又形成了“隔离但平等”的案例，从法律的高度歧视黑人达半个多世纪:580。直到1954年的“布朗诉托皮卡教育委员会案”，随着美国最高法院推翻了“普莱西诉弗格森案”的判决，才根据第十四修正案，废除了不合理的歧视和种族隔离，保障了非裔美国人的平等公民权:29。

## 一个错误的判决
斯科特案是最高法院史上一个分水岭案件。在斯科特案判决前，最高法院的威望空前，坦尼高尚的人品，君子风度和智慧，他摒弃狭隘党派观念以对公正与和谐的追求，使他备受同事及全国民众的尊敬:151。但斯科特案之后，所有的事情都改变了。1865年参议员查尔斯·萨姆宣称“……坦尼这个名字将会在历史记录中被嘘声轰走……，他主持司法长达25年，但他最终是邪恶地司法，让我国的司法机关蒙羞，让这个时代蒙受耻辱”:113。在一个多世纪裡，斯科特案成为司法专断的典型，事实上最高法院的大法官们都尽量避免这个话题，正如罗伯特·杰克逊大法官所说“这样的先例有一个就足够了”:114。
坦尼在这个案件中没有能够遵循他自己建立司法机构自我克制学说，试图将美国由来已久的奴隶制问题作为“法律问题”来解决，结果将最高法院的司法权伸到极限，以致被称为“不明智的法官”:114,134。不过尽管有斯科特案的瑕疵，坦尼还是以其丰富的政治经验，出色的领导才能，丰富的工作成果赢得了现代人的肯定，在坦尼去世后一个多世纪的1972年，美国60多位法学院院长和精通司法程序的法学、历史学和政治学教授对历届最高法院大法官做出了评价，坦尼被评为12位最好的大法官之一:154。
二十世纪60年代后，最高法院才敢旧事重提。如今各地游客参观美国最高法院时，会先看一部10分钟的短片，介绍最高法院的历史，其中特别提到1857年斯科特案判决的重大失误，自扬家丑，警告世人:117-118。

## 斯科特后来的命运
1857年5月26日，斯科特一家被出讓给原来的主人布洛家族，布洛家族让斯科特一家成为自由人。次年，斯科特因肺结核去世，安葬在圣路易斯市，墓碑上刻着这样的话：
德雷德·斯科特
生于1799年，卒于1858年9月17日。
 美国最高法院1857年的一个决定，否认黑人有公民资格，使《密苏里妥协案》归于无效，并成为南北战争爆发的原因之一。
德雷德·斯科特即是这个案件的主角:30。

## 参看
- 美国宪法
- 美国宪法第五修正案
- 美国最高法院
- 美国内战起因

## 相关书目
- Konig, David Thomas; Finkelman, Paul; Bracey, Christopher Alan. . Ohio University Press. 2010 （英语）.
- Swain, Gwenyth. . Saint Paul, MN: Borealis Books. 2004. ISBN 978-0-87351-482-8 （英语）.
- Tushnet, Mark. . Boston: Beacon Press. 2008: 31–44. ISBN 978-0-8070-0036-6 （英语）.
- 图什内特. . 胡晓进 译 第1版. 济南: 山东人民出版社社. 2010年1月. ISBN 978-7-209-05200-9 （中文）.
- 托克维尔. . 董果良 译. 沈阳: 沈阳出版社. 1999年9月. ISBN 7-5441-1189-X （中文）.